# Alpiste des Canaries
Pour les articles homonymes, voir Alpiste.
Phalaris canariensis
Espèce
Synonymes
- Phalaris aquatica Delile ex Boiss.[1]
- Phalaris canariensis f. bracteata Jansen & Wacht.[1]
- Phalaris ovata Moench[1]

L’alpiste ou alpiste des Canaries (Phalaris canariensis) est une plante herbacée de la famille des Poaceae (graminées), sous-famille des  Pooideae, tribu des Aveneae, cultivée comme céréale secondaire pour ses graines appréciées des oiseaux.
Selon une étude australienne de 2004, Phalaris canariensis serait une forme domestiquée de Phalaris brachystachys.
Noms communs : alpiste, alpiste des Canaries, blé des Canaries, millet long ; de : Kanariengras, en : canary grass, es : alpiste, it : scagliuola, canaria.

## Description

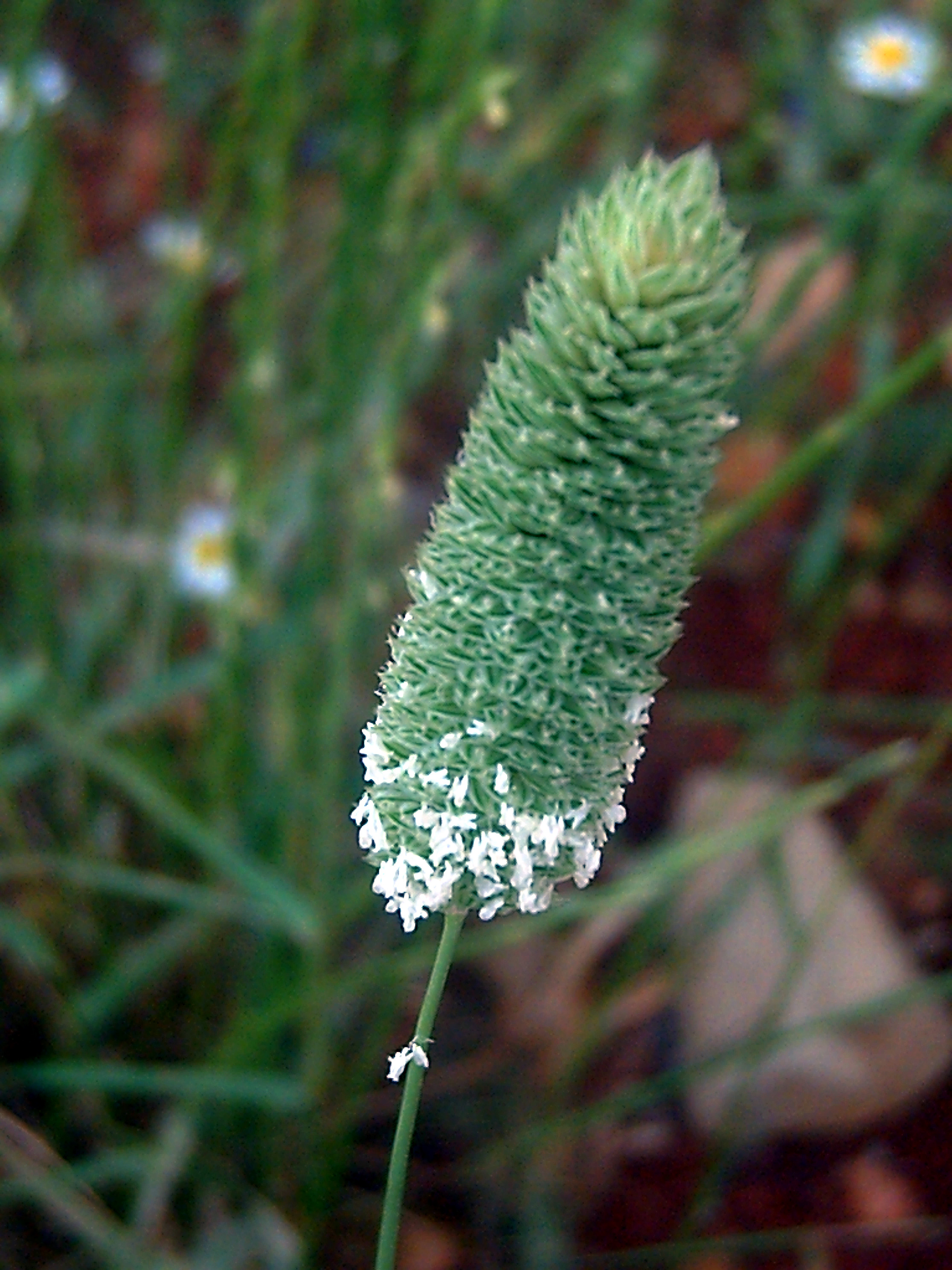
Épi

Plante annuelle à tiges dressées de 40 cm à 1 m de hauteur ; feuilles de 5 à 8 mm de large ; inflorescence en forme d’épi ovoïde.

## Distribution
Afrique du Nord (Maroc), Îles Canaries, Açores, Madère. Cultivé dans les régions méditerranéennes.

## Utilisation
- Alimentation animale : graines pour oiseaux de volière et volaille ; fourrage.
- Alimentation humaine dans certains pays méditerranéens et au Mexique où elle peut servir à préparer l'atole.

## Liste des sous-espèces et variétés
Selon Tropicos (9 avril 2018) (Attention liste brute contenant possiblement des synonymes) :
- sous-espèce :
  - Phalaris canariensis subsp. brachystachys (Link) Posp.
- variétés :
  - Phalaris canariensis var. brachystachys (Link) B. Fedtsch.
  - Phalaris canariensis var. canariensis
  - Phalaris canariensis var. debilis Tocl & Rohlena
  - Phalaris canariensis var. nigra Stokes
  - Phalaris canariensis var. subcylindrica Thell.
  - Phalaris canariensis var. tenuis Jansen & Wacht.
  - Phalaris canariensis var. villosula Jansen & Wacht.

## Histoire
En 2013, Santé Canada a reçu une demande de mise en marché de variétés de graines d'alpiste des Canaries glabres (dépourvues de poils) déglumée.

## Commerce
En 2014, la France a importé en moyenne 120 tonnes d'alpiste par mois, à 98 % en provenance des Pays-Bas, de la Belgique et du Canada.